# Michiko Shōda
Titre
Impératrice consort du Japon
7 janvier 1989 – 30 avril 2019
(30 ans, 3 mois et 23 jours)
L'impératrice Michiko (上皇后美智子, Jōkōgō Michiko), née Michiko Shōda (正田 美智子, Shōda Michiko) le 20 octobre 1934 à l'hôpital de l'université de Tokyo, dans l'arrondissement de Hongō (aujourd'hui partie de celui de Bunkyō) à Tōkyō, est l'impératrice consort (皇后, Kōgō) du Japon, en tant qu'épouse de l'empereur Akihito, régnant à partir du 7 janvier 1989 et intronisé le 12 novembre 1990, jusqu'à son abdication le 30 avril 2019. Elle a succédé à sa belle-mère, l'impératrice Nagako, consort du défunt empereur Shōwa, connue depuis sa mort le 16 juin 2000 sous le titre posthume de Kōjun. Depuis l'abdication de son époux, elle porte le titre d'impératrice émérite (上皇后, Jōkōgō).
Elle fut, de son mariage le 10 avril 1959 à la mort de l'empereur Hirohito le 7 janvier 1989, princesse héritière consort du Japon. Elle est la première épouse d'un membre de la famille impériale du Japon à ne pas être issue de l'ancienne aristocratie. Elle a eu avec son époux trois enfants dont l'actuel occupant du trône du Chrysanthème, Naruhito.

## Biographie

### Jeunesse et formation

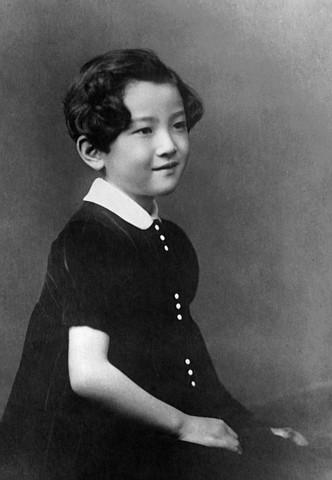
La future impératrice Michiko enfant, en 1940.

Michiko est la fille aînée de Hidesaburō Shōda, ancien président de la société de minoterie Nisshin Seifun, et de son épouse Fumiko Soejima (fille de Tsunao Soejima, directeur général de la bourse d'Ōsaka et fils de samouraï). Elle grandit au sein d'une fratrie de quatre enfants, dont elle est la deuxième, après son frère aîné Iwao (mai 1931–2025) et suivie de son frère cadet Osamu (né en octobre 1942), président de Nisshin Seifun, et de sa sœur cadette Emiko. Née et élevée à Tokyo et issue d'une famille cultivée (elle est la nièce de plusieurs universitaires, notamment du mathématicien Kenjirō Shōda, président de l'université d'Ōsaka de 1954 à 1960), elle reçoit une éducation soignée, à la fois traditionnelle et « occidentale », apprenant à parler l'anglais, à jouer du piano, ou étant initiée aux arts tels que la peinture, la cuisine et le kōdō.
Scolarisée dans un premier temps à l'école élémentaire de Futaba dans l'arrondissement de Kōjimachi (actuel Chiyoda), elle doit néanmoins quitter avec sa famille la capitale en mars 1945 lorsque celle-ci est bombardée par les Américains à la fin de la Seconde Guerre mondiale. Elle est alors successivement scolarisée dans les préfectures de Kanagawa (dans le bourg de Katase, aujourd'hui partie de la ville de Fujisawa), Gunma (à Tatebayashi, bourg d'origine de la famille Shōda) et Nagano (dans le bourg de Karuizawa, où les Shōda ont une résidence secondaire de villégiature).
De retour à Tōkyō en 1946, elle termine sa scolarité élémentaire à Futaba et intègre l'établissement secondaire privé catholique pour filles de Seishin (ou du Sacré-Cœur) dans l'arrondissement de Minato en 1947. Elle sort diplômée du lycée en 1953. Depuis le collège, elle est surnommée par ses proches « Micchi » (ミッチ), mais a admis avoir également été appelée dans son enfance « Temple-chan », en raison de sa chevelure bouclée et aux teintes rousses inhabituelle pour une Japonaise qui l'aurait fait ressembler à l'enfant actrice américaine Shirley Temple. Bien qu'issue d'une famille catholique et ayant étudié dans des établissements privés chrétiens, elle n'est pas baptisée.
Elle fait ensuite des études brillantes. Elle est diplômée d'un Bachelor of Arts de la faculté des lettres de l'université privée pour filles du Sacré-Cœur à Hiroo dans l'arrondissement de Shibuya à Tōkyō, en 1957. Elle suit également des cours à l'étranger, à l'université Harvard aux États-Unis et à l'université d'Oxford au Royaume-Uni.
Comme elle est issue d'une famille particulièrement aisée, ses parents se sont très tôt préoccupés de son mariage, et elle a ainsi rencontré plusieurs prétendants au cours des années 1950. Yukio Mishima, l'un des plus célèbres écrivains japonais de l'après-guerre connu pour son admiration du Japon traditionnel, semble avoir été l'un de ceux-là, selon son biographe Henry Scott Stokes, auteur en 2000 de The Life and Death of Yukio Mishima aux éditions Cooper Square Press.

### Fiançailles, mariage et princesse héritière

#### Une union appréciée, mais difficile

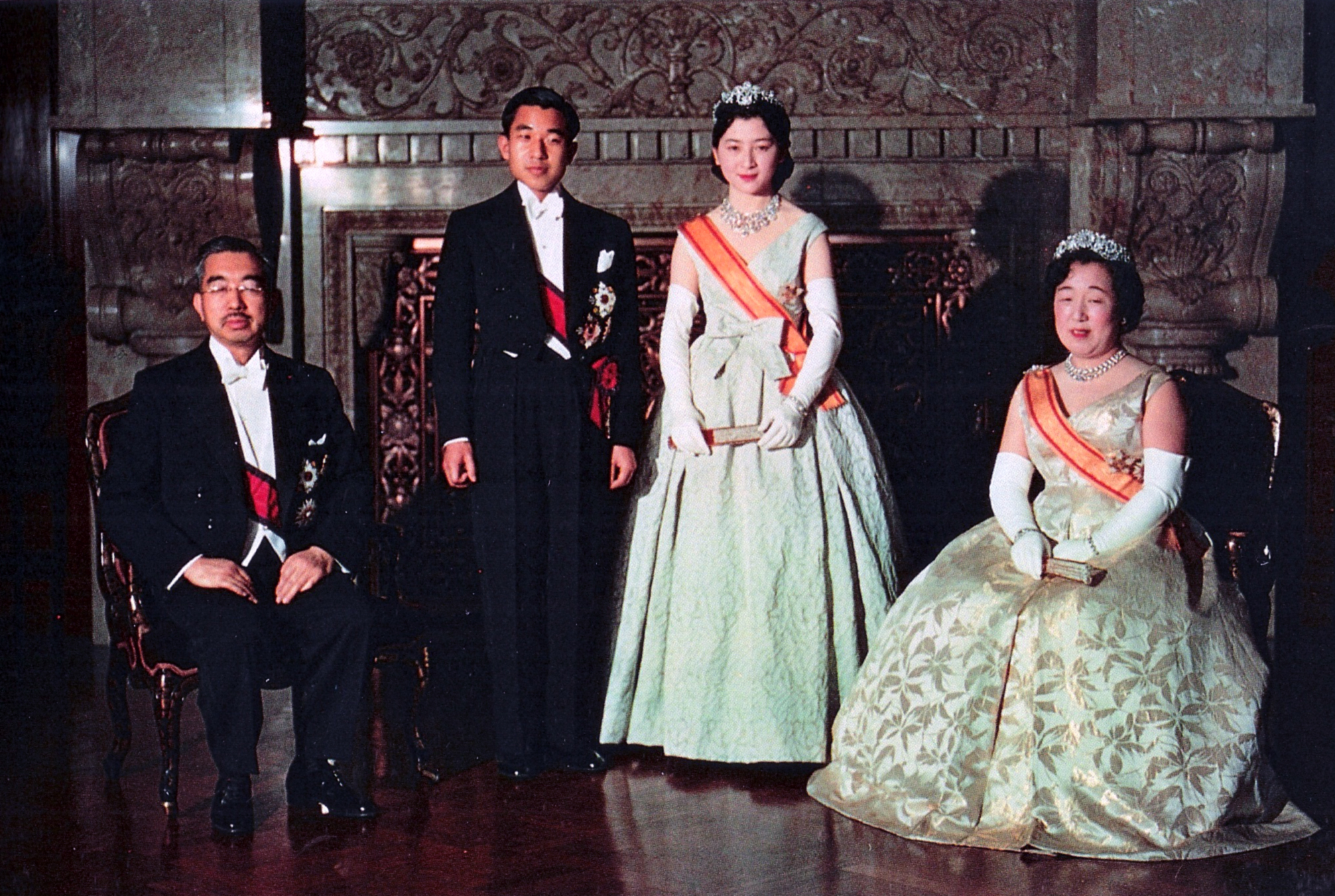
Le prince héritier Akihito et Michiko Shōda le jour de leur mariage le 10 avril 1959, en compagnie de l'empereur Hirohito et de l'impératrice Nagako.

Elle a rencontré le prince héritier Akihito en août 1957 sur un court de tennis dans la station touristique de Karuizawa, près de Nagano, lors d'une partie en double qu'elle aurait remportée avec son partenaire avec une large avance sur le prince. Le conseil de la Maison impériale a officiellement annoncé les fiançailles du prince avec Michiko le 27 novembre 1958. Les médias parlent alors de la « romance du court de tennis » et présentent leur rencontre comme un véritable « conte de fée ».
Toutefois, ce mariage n'a pas fait l'unanimité. Pendant les années 1950, les médias avaient avancé que certains membres traditionalistes de l'agence impériale essayaient de l'écarter du prince héritier car elle était considérée comme une fille du peuple, bien qu'elle ait pour père un riche industriel. En effet, il était jusqu'à présent de tradition que le futur empereur épouse une aristocrate, Michiko Shōda étant la première roturière à être fiancée à un membre de la famille impériale, et cela bien qu'elle appartienne à l'une des familles les plus fortunées du Japon. De plus, elle est issue d'un milieu catholique. Et, même si elle n'a jamais été baptisée, elle a été élevée dans des établissements religieux chrétiens et semble partager la foi de ses parents. En 2000, à la mort de l'impératrice Kōjun, l'agence Reuters a annoncé que l'ancienne impératrice faisait partie des plus farouches opposants à ce mariage et que, dans les années 1960, elle avait poussé sa bru à la dépression en l'accusant de n'être pas faite pour son fils. Des menaces de mort poussent les autorités à organiser la sécurité de la famille Shōda. L'écrivain Yukio Mishima, connu pour ses prises de position traditionalistes, déclare alors : « Le régime impérial devient "tabloïdesque" (sic) dans un effort de démocratisation. L'idée de rapprocher (la famille impériale) du peuple par une perte de sa dignité est mauvaise ».
Toutefois, le jeune couple avait alors acquis un important soutien du public, qui a pris en affection la jeune « Micchi » devenue le symbole de la modernisation et de la démocratisation du Japon (les médias parlent alors d'un « Micchi boom »), ainsi que celui de la classe politique dirigeante du pays. Le mariage eut donc finalement bien lieu, le 10 avril 1959, lors d'une cérémonie traditionnelle shintō. Le cortège nuptial fut suivi dans les rues de Tōkyō par une foule de plus de 500 000 personnes s'étalant sur les 8,8 km du parcours et les moments du mariage retransmis à la télévision (faisant de cette noce princière la première à être médiatisée au Japon) furent regardées par 15 millions de spectateurs environ. Comme le veut la tradition, la mariée reçoit lors de son entrée dans la famille impériale un emblème personnel (お印, o-shirushi) : le bouleau blanc du Japon (白樺, Shirakaba).

#### Un couple princier se démarquant des traditions

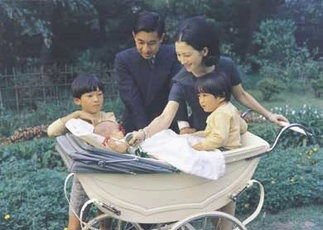
Le prince héritier Akihito et la princesse héritière Michiko avec leurs trois enfants : les princes Naruhito (à g.) et Fumihito (à dr., assis dans le berceau) et la princesse Sayako (allongée dans le berceau), en septembre 1969.

Le jeune couple s'installe alors au Palais du Tōgū (東宮侍従, Tōgū-gosho), ou « palais de la Maison de l'Est », nom traditionnel de la résidence officielle du prince héritier installée depuis 1952 dans une demeure du Domaine impérial d'Akasaka, dans l'arrondissement spécial de Minato à Tōkyō. Il y habite jusqu'à l'accession au trône d'Akihito en 1989, et doit y retourner en 2020, un an après son abdication.
Le couple princier (puis impérial) a eu trois enfants :
- le prince héritier Naruhito (皇太子 徳仁 殿下, Kōtaishi Naruhito denka?) le 23 février 1960, devenu l'empereur actuel (今上天皇, Kinjō Tennō?) le 1er mai 2019 ;
- le prince Fumihito d'Akishino (秋篠宮 文仁 親王 殿下, Akishino-no-miya Fumihito shinnō denka?) le 30 novembre 1965, devenu le prince héritier Fumihito (皇子 徳仁 殿下, Kōshi Fumihito denka?) le 8 novembre 2020 ;
- la princesse Sayako de Nori (紀宮 清子 内親王 殿下, Nori-no-miya Sayako naishinnō denka?) le 18 avril 1969. À la suite de son mariage le 15 novembre 2005 avec l'urbaniste (et lui aussi roturier) Yoshiki Kuroda, elle a, comme le veut la loi de la maison impériale de 1947, quitté le palais et perdu son titre de princesse, étant désormais appelée simplement Sayako Kuroda (黒田 清子, Kuroda Sayako?).

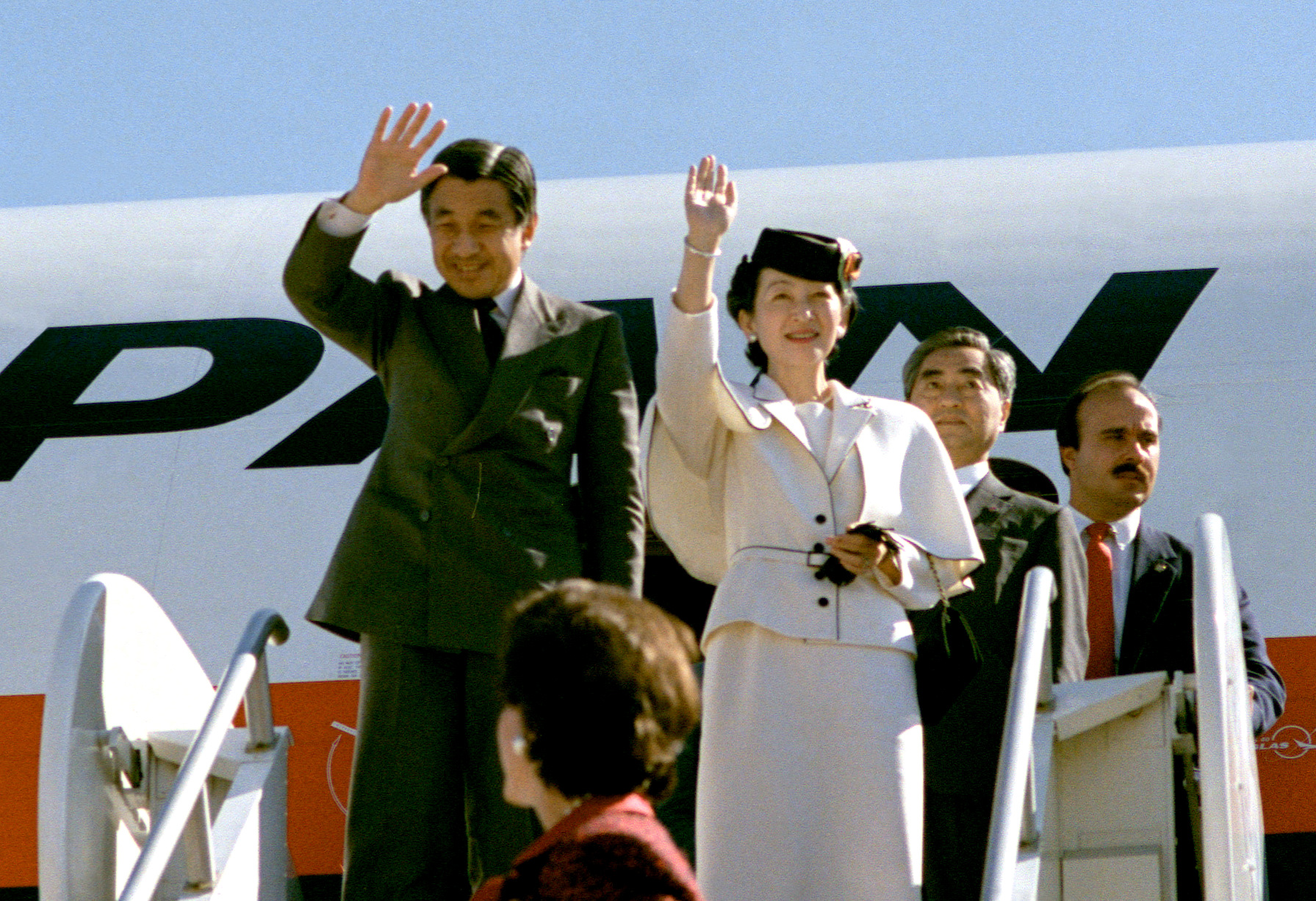
Le prince héritier Akihito et la princesse Michiko à leur descente d'avion lors d'une visite officielle aux États-Unis, le 7 octobre 1987.

Contrairement à la tradition voulant que les enfants de la famille impériale soient séparés de leurs parents et confiés à des précepteurs privés, le prince héritier Akihito et son épouse Michiko ont décidé d'élever eux-mêmes leurs enfants. Tous les trois se sont depuis mariés avec des personnes issues du peuple. Le couple princier a également acquis une assez forte popularité auprès du grand public par ses voyages fréquents dans les 47 préfectures du pays pour aller à la rencontre de la population, mais aussi pour les libertés prises vis-à-vis du protocole. Sur un plan plus officiel, le prince héritier et la princesse ont visité, entre 1959 et 1989, 37 pays étrangers.
Michiko a subi, du fait de la pression de l'étiquette, des médias et, selon Reuters, de l'attitude de sa belle-mère, plusieurs dépressions nerveuses qui ont eu pour conséquence notamment de lui faire perdre la voix pendant sept mois dans les années 1960, puis de nouveau à l'automne 1993. Plus récemment, l'impératrice a dû annuler plusieurs de ses obligations officielles au printemps 2007, souffrant alors d'ulcères buccaux, de saignements de nez et d'hémorragies intestinales, dus, selon ses médecins, au « stress psychologique ». Cela l'aurait particulièrement rapprochée de sa belle-fille, la princesse héritière Masako, qui elle aussi a subi plusieurs dépressions nées des charges de sa nouvelle condition.

### Impératrice consort du Japon

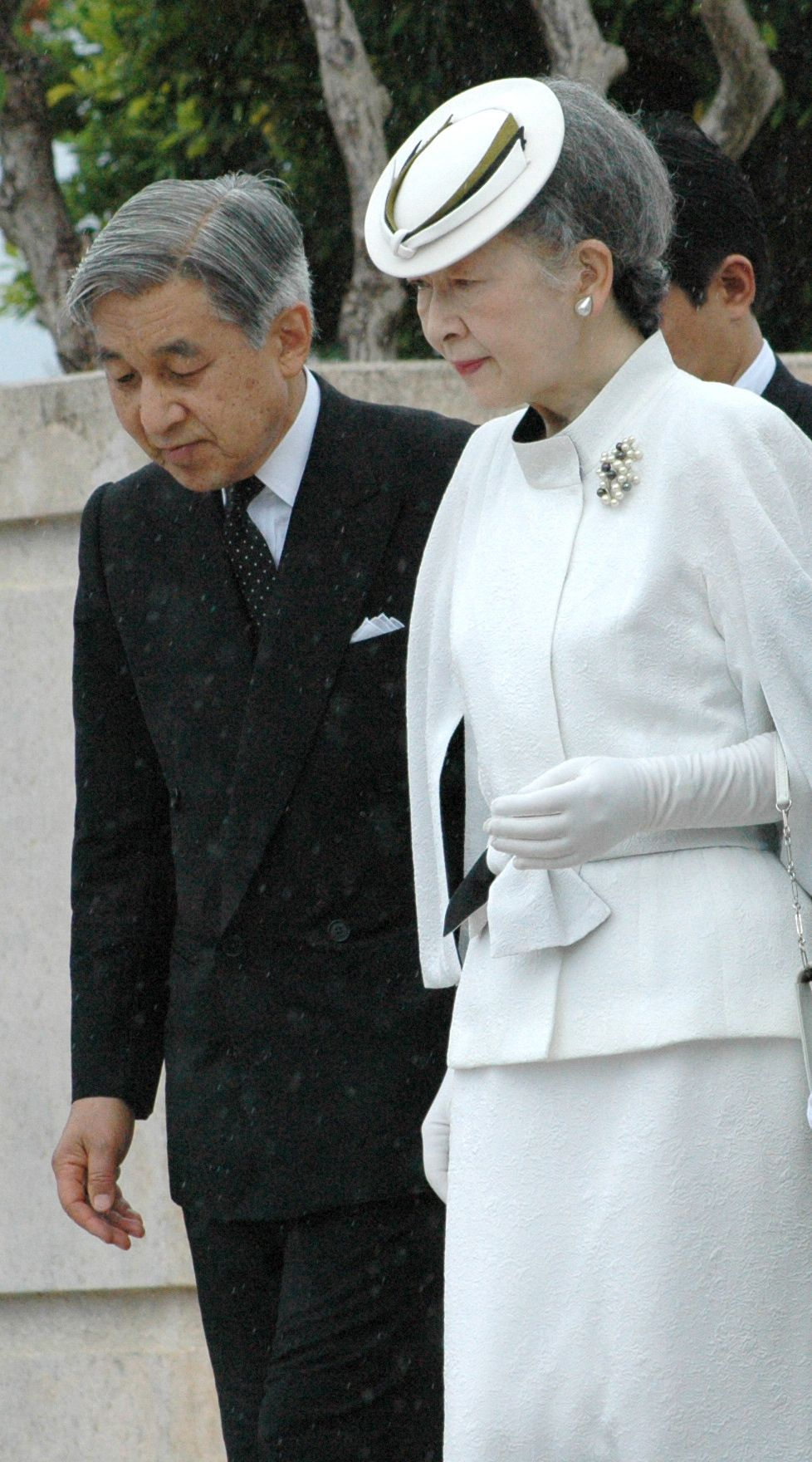
L'empereur Akihito et l'impératrice Michiko, le 28 juin 2005.

À la mort de l'empereur Hirohito en 1989, son époux et elle sont intronisés au palais impérial de Tokyo, le 12 novembre 1990. Au cours de leur règne, le couple impérial aura visité 18 pays et fait en sorte d'être plus proche du peuple, en se rendant dans les 47 préfectures du Japon.
Mais ses obligations officielles consistent également à accompagner son époux lors des manifestations et cérémonies (elle était ainsi à ses côtés lors de la cérémonie d'ouverture des Jeux olympiques d'hiver de Nagano en 1998), à recevoir les hôtes officiels du Japon dont les chefs d'État étrangers, mais aussi à visiter des institutions sociales, culturelles et caritatives. Au décès de sa belle-mère l'impératrice douairière Kōjun le 16 juin 2000, elle lui succède comme présidente d'honneur de la Croix-Rouge japonaise.
En tant qu'impératrice, elle est tout particulièrement responsable de la Momijiyama Imperial Cocoonery, une ferme séricicole située dans le parc du palais impérial. Elle participe ainsi à la cérémonie annuelle de récolte de la soie, nourrit personnellement les vers à soie avec des mûres et est chargée de s'occuper de ces animaux, des bâtiments et du personnel de la ferme. Depuis 1994, une partie de la soie récoltée est donnée par l'impératrice au dépôt Shôsô-in du temple bouddhique Tōdai-ji à Nara.

## Loisirs, passions et œuvres littéraires

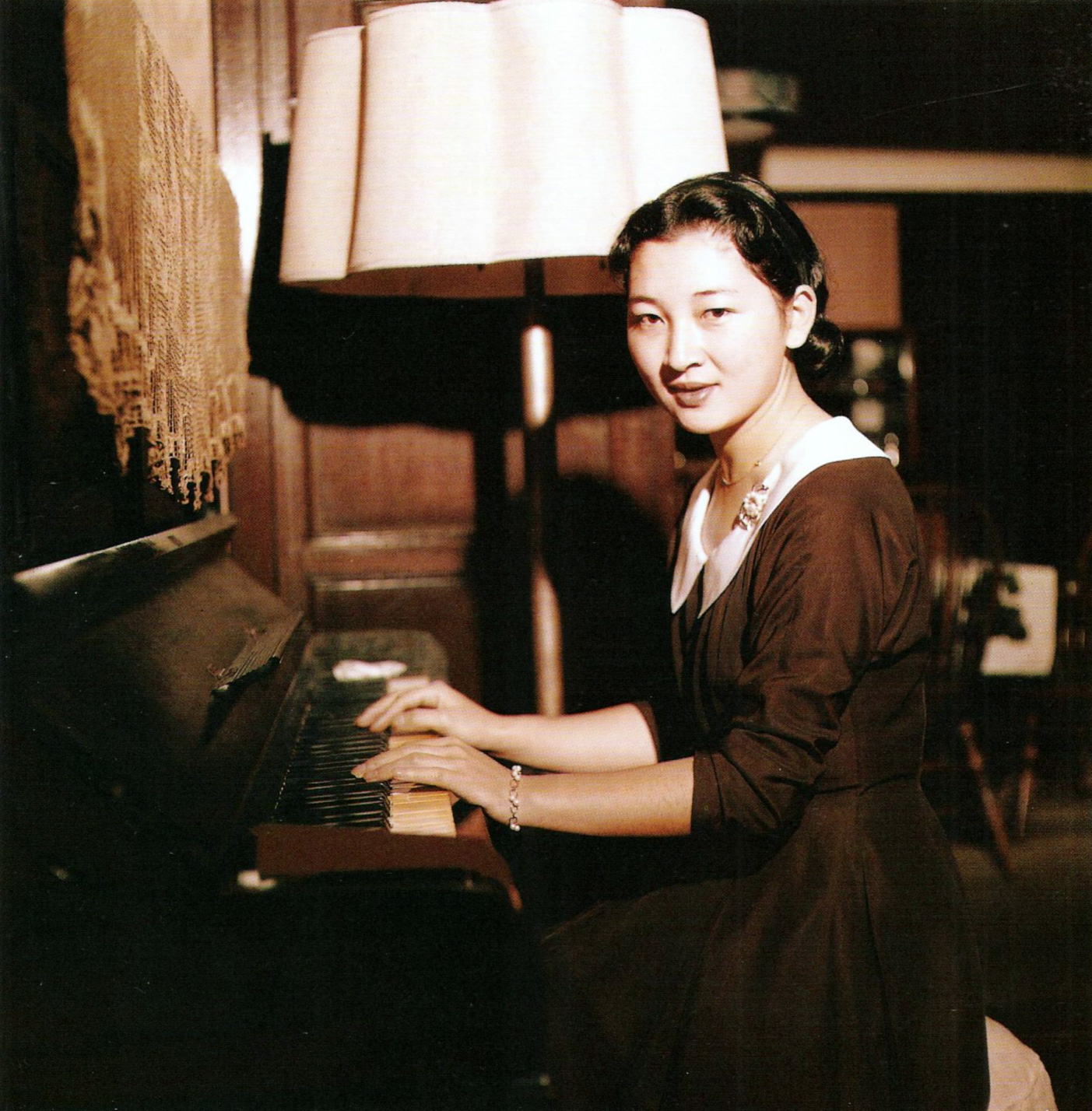
Michiko Shōda au piano en octobre 1958.

L'impératrice Michiko apprécie particulièrement la musique, et joue du piano. D'ailleurs, la famille impériale est connue depuis plusieurs décennies pour former occasionnellement un petit orchestre familial, le prince héritier, puis empereur, puis empereur émérite Akihito jouant du violoncelle, la princesse, puis impératrice, puis impératrice émérite Michiko du piano, et le prince, puis prince héritier, puis empereur Naruhito du violon. L'impératrice est également connue pour être particulièrement férue de gagaku, genre de musique de cour traditionnel japonais.
Elle est aussi amatrice de poésie, notamment de l'œuvre de Michio Mado dont elle a sélectionné, compilé et traduit plusieurs poèmes dans une série de recueils sous les titres de Dobutsu-tachi (les Animaux) en 1992 et Fushigina Poketto (La poche magique) en 1998. Elle a elle-même composé plusieurs poèmes, notamment des waka. Certains d'entre eux ont été publiés : une série de wakas composés par Akihito et Michiko, encore prince et princesse héritiers, ont été édités en 1987, puis réédités en 1991 sous le titre Tomoshibi: Light. Enfin, une collection de 367 waka de l'impératrice ont été publiés en 1997 sous le titre Seoto (瀬音, littéralement « Le Son du Courant »), et 53 d'entre eux ont été traduits en français et publiés en France par Signatura sous le titre Sé-oto, Le chant du gué.
Elle a enfin écrit en 1991 un livre pour enfants, illustré par Wako Takeda : Hajimete no Yamanobori (« Ma première montagne »).

## Culture populaire
- L'impératrice Michiko est incarnée par Mayumi Yoshida (en) en tant que princesse héritière consort du Japon dans la série Le Maître du Haut Château.

### Documentaire
- L'Impératrice Michiko, la force du roseau, de CC&C, NHK et AB Productions (prod.) et de Anne-Sophie  Chaumier Le Conte (réal.), 2020, 65 minutes.